# Take This to Your Grave
Take This to Your Grave è l'album studio di debutto della rock band statunitense Fall Out Boy, il primo con l'etichetta Fueled by Ramen. È stato pubblicato il 6 maggio 2003. Il titolo è un verso della canzone The Patron Saint of Liars and Fakes: "Take this to your grave/And I'll take it to mine". Con produttore Sean O'Keefe, le canzoni sono state scritte dal cantante/chitarrista Patrick Stump e dal bassista Pete Wentz, mentre le parti di chitarra composte da Joe Trohman. Take This to Your Grave è il primo album dei Fall Out Boy caratterizzato dalla presenza dell'attuale batterista Andy Hurley. L'album fu registrato grazie ad un investimento della Island Records, ma venne prodotto dalla Fueled by Ramen.
L'album divenne un successo metropolitano e aiutò la band a guadagnarsi una buona base di fan, oltre a qualche minor successo commerciale. Con i singoli "Grand Theft Autumn/Where Is Your Boy" e "Saturday", i loro relativi video messi in onda da Fuse e mtvU e la messa in onda sulle maggiori stazioni radio del Paese, l'album vendette molto bene e fu certificato come "Gold" dalla Recording Industry Association of America (RIAA) per la vendita di 500'000 copie, ma solo nel 2006, dopo il successo riscosso dal successivo album From Under the Cork Tree (2005). Take This to Your Grave vendette 553'000 copie nei soli Stati Uniti fino al 2007, secondo Nielsen SoundScan, molte delle quali dopo il successo dei successivi album From Under the Cork Tree (2005) e Infinity on High (2007).

## Storia
I Fall Out Boy si formarono nel 2001 nei pressi di Chicago, Illinois. Debuttarono con un demo album autoprodotto lo stesso anno, Fall Out Boy's Evening Out with Your Girlfriend pubblicato sotto la Uprising Records. Entrambe le pubblicazioni aiutarono i Fall Out Boy a ottenere fama su internet e attenzioni dalle grandi etichette discografiche. Il gruppo firmò per l'etichetta discografica indipendente Fueled by Ramen e ricevette un anticipo dalla Island Records, che finanziò la produzione di Take This To Your Grave.

## Registrazione e produzione
Take This to Your Grave venne registrato agli Smart Studios di Madison, Wisconsin, sotto la Fueled by Ramen ma grazie ad un investimento di $40'000 della Island Records. Durante la produzione, i membri della band dormirono sul pavimento della casa di uno sconosciuto per due settimane. Il gruppo terminò i soldi a metà del lavoro, così chiesero allo studio che li fornì di gassosa invece che di piccole quantità di cibo. Il batterista Andy Hurley comparò la produzione dell'album ad "andare in guerra", dichiarando che le registrazioni col resto del gruppo furono simili a "stare insieme in trincea". L'obiettivo della band con Take This to Your Grave era di produrre un album che fosse "tutto di un pezzo e bello di canzone in canzone" come Through Being Cool dei Saves The Day. La fase di pre-produzione fu compiuta in un magazzino che la band usava gratuitamente di notte. Qui i membri discussero delle sonorità che desideravano dare all'album. Alcune canzoni destinate all'album non andarono bene e il gruppo decise inizialmente di usarle per i successivi album, ma invece vennero presto abbandonate.

## Musica
Secondo Johnny Loftus di AllMusic, i testi di Take This to Your Grave "fondono riflessioni sull'amore e la gioventù con una sana quantità di tagliente cinismo, accorti principi di cultura popolare e una fraseologia sfacciata". Patrick Stump scrisse "Saturday" su come si sentisse un fallimento al momento di diplomarsi alla High School e tenne inizialmente per sé la canzone fin quando il gruppo non ebbe bisogno di canzoni aggiuntive. Stump quindi collaborò col bassista Pete Wentz per completare il testo della canzone. "Grand Theft Autumn/Where Is Your Boy" parla di gelosia e amore non corrisposto.

## Informazioni sull'album
Nel periodo di Take This to Your Grave i Fall Out Boy si trovavano nei loro primi giorni indipendenti e si esibivano in piccoli locali, prima del loro successo commerciale.
Dopo l'iniziale pubblicazione dell'album venne distribuita anche un'edizione limitata di Take This to Your Grave su vinile che si caratterizzava da una copertina alternativa e presentava in aggiunta un remix dance di "Grand Theft Autumn/Where Is Your Boy". Del vinile furono stampati 1000 esemplari: 500 copie in una versione verde-camuffamento, altre 500 in versione nera. Entrambe le versioni furono vendute con allegate sei figurine giganti. In seguito l'album venne ripubblicato il 25 gennaio 2005 come Take This To Your Grave: Director's Cut, limitato a soli 5000 esemplari. Il CD contiene una grande sezione di video della band che analizza ogni canzone parola per parola e nota per nota, tutte le canzoni della release originale e due nuove tracce: una cover di "Roxanne" dei The Police e il remix dance di "Grand Theft Autumn/Where Is Your Boy". Dell'edizione Director's Cut vennero inoltre commercializzate 2500 copie in vinile.
"Dead on Arrival", "Saturday" e "Homesick at Space Camp" furono registrate come sessione dimostrativa in due giorni, quasi un anno prima del ritorno in studio per registrare altre sette canzoni (registrate in nove giorni col produttore Sean O'Keefe) che avrebbero eventualmente costituito da sole l'intero album. "Grand Theft Autumn/Where Is Your Boy" e "Grenade Jumper" furono registrate in un'altra sessione dimostrativa.
Nel video di Take This to Your Grave: Director's Cut, il cantante Patrick Stump e il bassista Pete Wentz discutono della loro collaborazione nella scrittura dei testi per l'album. Originariamente Stump compose sia i testi che la musica, come testimoniato in molte parti di tutto l'album. Le canzoni "Dead on Arrival", "Grenade Jumper" e "Calm Before The Storm" furono originariamente scritte da Patrick. "Saturday" fu scritta da Patrick, ma Pete realizzò la bizzarra stranezza di sentir cantare Patrick "Pete and I" ("Pete ed io") cambiando di conseguenza il testo. Pete in seguito tornò su delle canzoni e realizzò delle aggiunte ad alcune parti (cambiando, per esempio, la seconda strofa di "Calm Before The Storm"). In alcune interviste, Patrick e Pete hanno discusso di come "The Pros and Cons of Breathing" fu la prima canzone scritta nella struttura da loro attualmente adottata per scrivere canzoni: Patrick addetto alla composizione della musica, Pete alla scrittura di tutti i testi. ""Tell That Mick He Just Made My List of Things to Do Today"" e "The Patron Saint of Liars and Fakes" sono altri esempi di canzoni scritte in collaborazione, dove tuttavia Patrick scrisse il testo della prima strofa e del ritornello, mentre Pete scrisse il testo della seconda strofa. Altri così, come "Chicago is So Two Years Ago", dove Patrick scrisse il testo del ritornello e Pete quello delle strofe.
Il singolo "Grand Theft Autumn/Where Is Your Boy" fu veramente vicino all'esclusione dalla pubblicazione finale dell'album, dato che il frontman Patrick Stump non era inizialmente un sostenitore della canzone. Alla fine la band decise di includere la canzone nell'album e in seguito la pubblicò come secondo singolo. Nel 2005 raggiunse la posizione n°84 della ormai defunta Billboard Pop 100. "Calm Before The Storm" fu ri-registrata per quest'album. Una precedente versione venne inclusa nel loro demo album di debutto, Fall Out Boy's Evening Out with Your Girlfriend.
È stato inserito all'11º posto nei "50 album pop-punk migliori di sempre" di Kerrang!.

## Tracce
Testi di Pete Wentz e Patrick Stump, musiche di Patrick Stump.
1. "Tell That Mick He Just Made My List of Things to Do Today" – 3:30
2. Dead on Arrival – 3:14
3. Grand Theft Autumn/Where Is Your Boy – 3:11
4. Saturday – 3:36
5. Homesick at Space Camp – 3:08
6. Sending Postcards from a Plane Crash (Wish You Were Here) – 2:56
7. Chicago Is So Two Years Ago (con Justin Pierre dei Motion City Soundtrack) – 3:19
8. The Pros and Cons of Breathing – 3:21
9. Grenade Jumper (con Jeff Warren dei Knockout) – 2:58
10. Calm Before the Storm – 4:29
11. Reiventing the Wheel to Run Myself Over – 2:21
12. The Patron Saint of Liars and Fakes – 3:19

Il 25 gennaio 2005 viene rilasciata una versione limitata dell'album, Take This to Your Grave: Director's Cut. Stampata in sole 5000 copie, contiene due nuove canzoni: una cover di "Roxanne" dei Police e un remix dance di "Grand Theft Autumn/Where Is Your Boy".
1. Roxanne (Cover dei Police) – 3:11
2. Grand Theft Autumn/Where Is Your Boy (Dance remix) – 3:48

## Formazione
- Patrick Stump – voce, chitarra ritmica
- Pete Wentz - basso, cori
- Joe Trohman - chitarra solista, cori
- Andy Hurley - batteria